# Liliana Belfiore
Liliana Belfiore  (1952) es una bailarina clásica argentina, de relevancia internacional, que además de la actuación se dedicó a la enseñanza del arte de la danza clásica y el ballet, la coreografía en ese campo y en el ámbito del tango.

## Biografía
Desde 1965 integró las filas del ballet del Teatro Argentino de La Plata y a partir de 1970 las del Teatro Colón. Egresada en 1968 del Instituto Superior de Arte del Teatro Colón de Buenos Aires han sido sus principales maestros, Estela Deporte, Bohuslava Kazda, Michel Borovsky y María Ruanova. Fue primera bailarina del cuerpo de ballet del Teatro Colón desde 1972 bailando el protagónico de Giselle en la función de asunción presidencial de 1973. El año siguiente fue Cenicienta y Odette. Compartió la escena con grandes estrellas del ballet como Margot Fonteyn  y Maia Plitzeskaia con la que alternó el rol de Odile-Odette en las actuaciones de la estrella rusa en 1975 en el Teatro Colón.
A los 21 años creó su primer coreografía para el Teatro Argentino de La Plata en La Cenicienta, ballet en tres actos. En el Teatro Colón creó la versión integral de La Bella Durmiente del Bosque, Las Cuatro Estaciones de Verdi, y el Cisne de Tuonella de Sibelius. 
Fue la primera bailarina argentina que actuó en calidad de tal en el Lincoln Center de Nueva York y en el Kennedy Center de Washington D. C., ocasiones en las que tuvo a su cargo los roles principales de Giselle, Sherezade y Espectro De La Rosa, acompañando como coprotagonista al mítico Rudolf Nureyev. También junto a él intervino en el filme estadounidense Nijinsky. 
Ha actuado como “etoile” de las compañías del Teatro Colón y del London Festival Ballet y ha sido invitada en varias oportunidades por las compañías de la Opera de Viena, el Ballet Nacional de Cuba, Ballet de la Opera de Bordeaux y el Ballet de la Opera de Venezuela entre otras, bailando con ellas en los principales teatros de Europa, Asia, Australia. Sudamérica y Centroamérica. Entre sus partenaires, se destacan Peter Breuer, Peter Schaufus, Cirile Atanasoff, Patrice Bart, Alan Dubreil, Nicolas Jhonson, Wladimir Harapes y Rudolph Nureyev. Entre los coreógrafos que le han confiado sus creaciones se cuentan: George Skibine, Glen Tetley, Ronald Hynd, Oscar Araiz, Alicia Alonso  y los ya legendarios:George Balanchine, Alicia Markova, Leonide Massine y Anton Dolin. Oportunamente junto con Lyn Seymur y Natalia Makarova, fue distinguida como una de las tres mejores bailarinas del mundo durante dos años consecutivos, por unanimidad de criterio de público y crítica , por la revista “Dance and Dancers”
En 1988 y 1989 actuó en calidad de bailarina, coreógrafa y docente con el “Ballet Clásico Israelí”, y el “Ballet Theatre de Jerusalén”.]
Además participó en la coproducción argentino-portorriqueña del film Esto es Tango.

### Actividad docente y distinciones
Durante los años 1992 y 1993 dirigió la compañía del “”, creando entre otras, las coreografías de los clásicos  El Lago de los Cisnes, Don Quijote, Carmen y Bodas de Sangre. Entre 1993 y 1994 dirigió también el Ballet Estable de la Provincia de Tucumán.
Desde 1994 hasta el presente realiza su labor pedagógica en su escuela de ballet,  condujo y dirigió el programa Con el Arte en el Alma, que es distinguido por el Honorable, y por las Secretarías de Cultura de la Nación y del Gobierno de la Ciudad de Buenos Aires. 
Por su labor de acercar el ballet al gran público en funciones masivas y populares ha recibido cantidad de premios y distinciones entre los que se destacan  “La Gran Estrella de Mar”( mejor espectáculo) “El Gran Premio a la Personalidad del Año”, del ROTARY CLUB y “El Sol de Oro”  ofrecido por la Pcia de Santiago del Estero,  premio “BAMBA” otorgado por la Municipalidad de Córdoba, etc.
Entre 2012 y 2014 fue Directora Artística del Ballet de la Provincia de Salta.